# Geti
Geti (starogrško Γέται [Gétai], latinsko Getæ, romunsko Geţi, bolgarsko Гети [Geti]), antično grško ime skupine tračanskih plemen, ki so bila naseljena na obeh bregovih srednje Donave v sedanji Romuniji in Bolgariji. Njihovo ozemlje je bilo v zaledju grških kolonij ob Črnem morju, zato so že zelo zgodaj prišli v stik z antičnimi Grki.

## Geti in Dačani

### Antični viri
Eden od prvih antičnih virov, ki omenja Gete in Dačane, je Strabon, ki je v svoji Geografiji (Geographica, okrog 7 pr. n. št.-20 n. št.) zapisal, da so Dačani živeli v zahodnem delu Dakije »proti Germaniji in izviru Donave«,  medtem ko so Geti živeli v njenem vzhodnem delu »proti Črnemu morju na južni in severni obali Donave«. Strabon je zapisal tudi to, da oboji govorijo isti jezik, in da isti jezik govorijo tudi Tračani.
Plinij Starejši v svoji Zgodovini narave (Naturalis Historia, okrog 77-79 n. št.) omenja nekaj podobnega: »Na obalah (Donave) živijo različna ljudstva. Na delu obale živijo Getae, katere Rimljani imenujejo Daci«.
Apijan, ki je začel pisati Rimsko zgodovino pod cesarjem Antoninom Pijem (vladal 131-161), pravi: »Na drugih bregovih rek na nekaterih mestih onkraj Rena vladajo  Kelti, onkraj Donave pa Geti, ki sami sebe imenujejo Dačani«.
Justin, latinski zgodovinar iz 3. stoletja, je v Epitomu Pompeja Troga zapisal, da se imajo Dačani za potomce Getov: »Daci quoque suboles Getarum sunt«.
Kasij Dion (okrog 200 n. št.) piše: »Jaz sam jih imenujem Dačani, kot se imenujejo sami in kot jih imenujejo Rimljani, čeprav sem poučen, da jih nekateri grški pisci imenujejo Geti, vendar ne vem, katero ime je pravo«.  Avtor pravi tudi to, da Dačani živijo na obeh bregovih spodnje Donave.  Tisti, ki živijo južno od reke, se pravi v Meziji (sedanja severna Bolgarija), se imenujejo Mezijci, tisti, ki živijo severno od nje, pa Dačani.  Kasij Dion trdi, da so Dačani »Geti ali Tračani dačanskega rodu«.
V antiki so Mezijci in Geti resnično zasedali celotno ozemlje med gorovjem Hemus (Stara planina, Balkan) in reko Ister (Donava). Nekatera plemena so sčasoma sprememenila svoja imena, dokler niso bila vsa tista, ki so živela severno od Dalmacije, Makedonije in Trakije, vključena v Mezijo. Od Panonije jih je ločevala reka Sava. Svoji stari imeni so obdržali samo Tribali in Dardanci.

### Sodobne razlage
Mnenja sodobnih znanstvenikov o povezavah med Geti in Dačaniniso enotna. Sporne so tudi razlage antičnih virov. Nekateri zgodovinarji trdijo, da so celo Grki uporabljali dve imeni, ki sta »zamenljivi ali nekoliko nejasni«. Na splošno velja, da sta bili ljudstvi do neke mere sorodni.

#### Isto ljudstvo
Strabon in drugi antični viri so nekatere sodobne zgodovinarje pripeljali do naslednjega zaključka: če bi se morala tračanska etnična skupina razdeliti v več skupin, bi se ena od teh skupin morala imenovati Dako-Geti. Jezikoslovec  Ivan Duridanov je v Dakiji, Mali Skitiji ter Spodnji in Gornji Meziji prepoznal tudi »dačansko jezikovno ozemlje«.
Romunski  zgodovinarji so s prepoznavanjem odšli še korak naprej. Zgodovinar  Constantin C. Giurescu  je trdil, da gre za isto ljudstvo. Arheolog  Mircea Babeş  je govoril o   »pravi etno-kulturni enotnosti med Geti in Dačani«. Glanville Price je na osnovi Strabonovih zapisov trdil, da so bili Geti in Dačani isto ljudstvo. Enakega mnenja je tudi več drugih znanstvenikov.
Bolgarski zgodovinar in trakolog Alexander Fol  domneva, da so v grških in rimskih zapisih Geti postali znani kot Dačani zato, ker so Rimljani ime Dačani uporabljali za vsa nepokorjena ljudstva severno od Donave.
Edward Bunbury je prepričan, da je ime Geti veljalo  in se ohranilo za prebivalce, ki so jih poznali grški kolonisti ob Črnem morju, medtem ko so bili Dačani, ne glede na svoje poreklo, ljudstvo, ki je živelo bolj na zahodu ob Panoncih in so ga prvi spoznali Rimljani. Nekateri znanstveniki domnevajo, da so bili Geti in Dačani isto ljudstvo v različnih obdobjih svoje zgodovine in zato njihovo kulturo imenujejo geto-dačanska.

#### Dve ljudstvi z istim jezikom
Zgodovinar in arheolog  Alexandru Vulpe je odkril izjemno enotnost geto-dačanske kulture, hkrati pa je eden od redkih romunskih arheologov, ki jasno razlikuje Gete od Dačanov. Njegovo mnenje v celoti nasprotuje tradicionalnemu stališču romunskega zgodovinopisja, da gre za isto ljudstvo. Naziv Geto-Dačani za tračanska plemena na ozemlju kasnejše Romunije seveda ne pomeni njihove absolutne etnične, jezikovne  ali zgodovinske enotnosti.
Ronald Arthur Crossland namiguje,  da bi se dve imeni lahko nanašali na dve skupini v jezikovno homogenem ljudstvu,  ki sta prišli v zgodovinsko ospredje v dveh različnih časovnih obdobjih. Jezikovno stanje je primerjal z razmerjem med sodobnimi norveškim in danskim jezikom. Paul Lachlan MacKendrick je trdil, da gre za dve veji istega plemena, ki sta govorili različni narečji  skupnega jezika.
Romunski zgodovinar in zgodovinopisec Lucian Boia trdi, da se je »izraz Geto-Dačani v nekem trenutku pojavil v rimskem zgodovinopisju, da bi nakazal istovetnost Getov in Dačanov«. Boia je do izraza zadržan in trdi, da so antični pisci jasno razlikovali obe ljudstvi  in jih obravnavali kot različni skupini v tračanskem etnosu. Boia trdi tudi to, da bi bilo naivno domnevati, da je  Strabon dovolj dobro poznal tračanska narečja. Slednja trditev je sporna, saj  nekatere sodobne študije  potrjujejo Strabonovo zanesljivost in zanesljivost njegovih  virov. Za dvom v Strabonovo prepričanje, da so Dačani in Geti govorili  isti jezik, ni zato nobenega tehtnega razloga.
Podobno mnenje ima tudi romunski zgodovinar in arheolog G. A. Niculescu, ki tudi kritizira romunsko zgodovinopisje in arheološke interpretacije, zlasti geto-tračanske kulture. Po njegovem mnenju je primerjava antičnih ljudstev s sodobnimi narodi napačna in vodi do zaključka, da  je isti jezik pomenil isto ljudstvo, čeprav je Strabon jasno govoril o dveh.

#### Poskus povezave z Džati
V preteklosti so Gete in Masagete dolgo časa poskušali povezati z Džati v Južni Aziji.  Na podoben način so poskušali Dačane povezati z Dahi v Osrednji Aziji. Povezava seveda ni smiselna, ker so Džati iranski narod, najverjetneje skitskega porekla.

## Zgodovina

### 7. stoletje pr. n. št.
Geti so bili od 7. stoletja pr. n. št. v gospodarskih in kulturnih  stikih z Grki, ki so ustanavlili kolonije na zahodni obali Pontus Euxinus (Črno morje). Stike Getov in Grkov je prvi omenil Herodot v svoji pripovedi o vojnem pohodu perzijskega šaha Dareja I. proti Skitom leta 513 pr. n. št., na katerem je premagal Gete.
Po Herodotu so se Geti razlikovali od drugih tračanskih plemen po svoji veri. Njihovo osrednje božanstvo (daimon)  je bil  Zalmoksis, katerega so nekateri Geti imenovali  Gebeleizis.
Od 5. do 3. stoletja pr. n. št. so bili Geti večinoma pod oblastjo cvetočega Odrijskega kraljestva, v katerem so opravljali predvsem vojaške službe. Znani so bili zlasti po svoji konjenici. Po razpadu Odrijskega kraljestva so nastale in se okrepile manjše getske kneževine. 

### Aleksandrov  pohod v Perzijo
Aleksander Veliki je pred pohodom v Perzijo porazil Gete in porušil eno od njihovih naselij.  Geti so leta 313 sklenili zavezništvo s Callatisom (Mangalia, Romunija), Odessosom (Varna, Bolgarija) in drugimi grškimi kolonijami ob zahodnem Črnem morju proti makedonskemu vojskovodju Lizimahu, ki je držal trdnjavo Tirizis (Kaliakra, Bolgarija).
Geti so dosegli svoj višek predvsem v prvi polovici 3. stoletja p. n. št.. Okrog leta 200 pr. n. št. je oblast getskega kneza Zalmodegika segala vse do Histrie v Dobrudži. Močna kneza sta bila tudi Zoltes in Remaksos (okrog 180 pr. n. št.). Več getskih knezov je kovalo svoj denar. Strabon  in Kasij Dion pravita, da so Geti gojili kult vladarja, kar so potrdile arheološke najdbe.

### Konflikti  z Rimom
Leta 72-71 pr. n. št. se je Mark Terencij Var Lukul kot prvi rimski poveljnik odpravil na pohod proti Getom. Napad je bil usmerjen predvsem proti zaveznikom Mitridata VI. Pontskega ob zahodnem Črnem morju in ni imel velikega uspeha. Desetletje kasneje je združena vojska Skitov, Getov, Bastarnov in grških kolonistov v Histriji porazila vojsko Gaja Antonija Hibride. Zmaga nad Rimljani je omogočila poveljniku koalicijske vojske Burebisti, da je za nekaj časa zavladal v regiji (60–50 pr. n. št.). V Burebistovo kraljestvo so bili vključeni Geti in Dačani (Daki), po katerih so Rimljani kasneje poimenovali celo regijo.
Cesar Avgust se je odločil podjarmiti cel Balkanski polotok in je za izgovor za uničenje Getov in Tračanov uporabil občasne vdore Bastarnov preko Donave.  Izvršitev načrta je prepustil Marku Liciniju Krasu. Kras je s pomočjo getskega kneza Rolesa leta 29 pr. n. št. porazil  Bastarne. Kras je Rolesu obljubil podporo proti getskemu vladarju Dapiksu in ga potem, ko je prodrl do delte Donave, imenoval za kralja in se vrnil v Rim.  Leta 16 pr. n. št. so na getsko ozemlje vdrli Sarmati, vendar so jih rimski vojaki odbili. Geti so prišli pod rimsko oblast med vladavino rimskega vazalnega kralja Remetalka I. (vladal 12 pr.n.št.-12. n. št.). Leta 6 n. št. so bili vključeni v rimsko provinco Mezijo z ozemljem južno od Donave. Geti severno od Donave so ostali izven Rimskega cesarstva in ohranili svojo neodvisnost.

## Kultura
Po Herodotu so bili Geti »najbolj plemeniti in najbolj pravični od vseh tračanskih plemen«. Ko so Perzijci pod poveljstvom  Dareja Velikega napadli Skite, so se vdala vsa tračanska plemena na Balkanu, razen Getov.
Več antičnih piscev je zapisalo naslednjo zgodbo:
Ko je Lizimah poskušal podjarmiti Gete, so ga Geti porazili.  Getski kralj Dromihet je Lizimaha ujel, vendar je z njim lepo ravnal in ga nazadnje prepričal, da je bolje biti zaveznik kot sovražnik Getov, in ga nato osvobodil.
Po Diodorju je Dromihet gostil Lizimaha na svojem dvoru v Helisu, kjer so jedi stregli na zlatih in srebrnih krožnikih. Odkritje slavne tračanske grobnice v vasi Sveštari leta 1982 kaže, da je bil Helis morda mesto, katerega ruševine so v bližini vasi. V okolici do odkrili več deset tračanskih grobnih gomil. 
Glavno getsko božanstvo je bil že omenjeni Zalmoksis, katerega so včasih imenovali tudi Gebelezis:
To ljudstvo med grmenjem in strelami obrne proti nebu puščice, da bi se obranilo pred božjo grožnjo. In ne verjame, da obstaja še kakšen drug bog, razen njihov.
Plinij Starejši v svoji Naturalis Historia omenja domnevno dako-tračansko  pleme Tirageti, ki je prebivalo ob reki Tiras (Dnester). Ime bi lahko bilo sestavljeno iz besed Tiras in Geti, kot na primer Masageti.
Rimski pesnik Ovidij je med svojim dolgim izgnanstvom v Tomisu (današnja Konstanca (Constanța), Romunija) po lastnem pričevanju napisal zbirko pesmi v getskem jeziku (ki pa se ni ohranila):
Getico scripsi libellum sermone (»Napisal sem knjižico v getskem jeziku«).
V svojih Epistulae ex Ponto (Pisma s Črnega morja), ki jih je pisal s severne obale Črnega morja, je navedel, da plemena v Skitiji govorijo predvsem dva jezika– getskega in sarmatskega.

## Videz
Sveti Hieronim opisuje Gete kot rdečelase in plavolase ljudi.

## Geti in Goti
Zgodnjesrednjeveški avtorji Gete včasih zamenjujejo z Goti. Zmeda je zlasti opazna pri Jordanesu, ki je bil gotskega porekla in je zgodnje zgodovinske pripovedi o Getih prenesel na Gote.  Jordanes je v svoji Getici, napisani sredi 6. stoletja, trdil, da so se Geti priselili iz Scandzae (Skandinavija) in da je bil bog Zalmoksis Gotski kralj. Svoja pričevanja je prevzel po Oroziju.
Proti koncu 4. stoletja sta  dvorni pesnik cesarja Honorija Klavdijan in patricij Stilihon etnonim Geti uporabljala za Vizigote.
V 5. in 6. stoletju je več zgodovinarjev in etnografov (Marcelin Komes, Pavel Orozij, Ivan Lidijec, Izidor Seviljski, Prokopij iz Cezareje) etnonim Geti uporabljalo za ljudstva, ki so vdirala v Vzhodno rimsko cesarstvo (Goti, Gepidi, Kutriguri in Slovani).
Raban Maver v svojem delu De Universo, napisanem v 9. stoletju, trdi, da so »Masageti  eno od skitskih plemen, njihovo ime pa pomeni težki, se pravi močni Geti«.

### Antični viri
- Apijan (okrog 160 n. št.). Historia Romana (Rimska zgodovina).
- Justin (3. stoleje n. št.). Trogi pompei historiarum philippicarvm epitoma (Povzetek Filipikove Zgodovine Pompeja Troga).
- Plinij Starejši (77 n. št.). Naturalis Historia (Zgodovina narave).
- Strabon (okrog 20 n. št.). Geographica (Geografija).

### Sodobni viri
- Avery, Catherine B. (1962). The New Century classical handbook. Appleton-Century-Crofts.
- Bunbury, Edward Herbert (1979). A history of ancient geography among the Greeks and Romans: from the earliest ages till the fall of the Roman empire. London: Humanities Press International, Incorporated. ISBN 978-90-70265-11-3.
- Fol, Alexander (1996). »Thracians, Celts, Illyrians and Dacians«. History of Humanity: From the seventh century B.C. to the seventh century A.D. edited by Unesco. Bernan Assoc; illustrated edition. ISBN 978-92-3-102812-0.
- Millar, Fergus; Cotton, Hannah M.; Rogers, Guy M. (2004). Rome, the Greek World, and the East, Volume 2: Government, Society, and Culture in the Roman Empire. University of North Carolina Press. ISBN 978-0-8078-5520-1.
- Matyszak, Philip (2009). The Enemies Of Rome. Thames and Hudson. ISBN 978-0-500-28772-9.
- Minahan, James B. (2000). One Europe, Many Nations: A Historical Dictionary of European National Groups. Greenwood Publishing Group. ISBN 978-0313309847.
- Sandler Berkowitz, David; Morison, Richard (1984). Humanist Scholarship and Public Order: Two Tracts Against the Pilgrimage of Grace. Associated Univ Pr. ISBN 978-0918016010.
- Sidebottom, Harry (2007). »International Relations«. The Cambridge History of Greek and Roman Warfare: Volume 2, Rome from the Late Republic to the Late Empire. Cambridge University Press. ISBN 978-0-521-78274-6.
- Waldman, Carl; Mason, Catherine (2006). Encyclopedia of European Peoples. Thames and Hudson. ISBN 978-0-8160-4964-6.